# Sobin (Węgorzewo)
Sobin (niem. Karlshöh, Kariusz (1947)) – część miasta Węgorzewa w Polsce, w województwie warmińsko-mazurskim, w powiecie węgorzewskim, w gminie Węgorzewo.
W latach 1975–1998 miejscowość należała administracyjnie do województwa suwalskiego.

## Nazwa
28 marca 1949 r. ustalono urzędową polską nazwę miejscowości – Sobin, określając drugi przypadek jako Sobina, a przymiotnik – sobiński.